# Зношування свердловин і обладнання
Зношування свердловин і обладнання (рос. изнашивания скважин и оборудования; англ. well and equipment wear; нім. Bohrloch- und Ausrüstungsverschleiss m)

## Моральне зношування
Моральне зношування — це зменшення вартості діючої техніки внаслідок технічного прогресу в галузі створення обладнання й у сфері його застосування, тобто внаслідок створення більш дешевих конструкцій такого типу або досконаліших конструкцій обладнання. Модернізація обладнання часто дає змогу при відносно невеликих витратах підвищити техніко-експлуатаційні показники обладнання і продовжити економічно виправданий термін використання фізично ще не зовсім зношеного обладнання. Модернізацію обладнання варто здійснювати одночасно з його ремонтом.

## Фізичне зношування
Фізичне зношування — це зміна властивостей, розмірів і форми обладнання, внаслідок чого воно не може задовольняти вимог до нього.
На розміри фізичного зношування впливають:
- ступінь завантаження обладнання (інтенсивність, тривалість роботи);
- особливості виробничого і технологічного процесів (навколишнє середовище, корозійна дія тощо);
- якість виконання обладнання;
- якість догляду і технічного обслуговування.

Фізичні зношування можна розділити на дві групи: природні та аварійні.
Зношування, які повільно накопичуються і є наслідком тривалої роботи сил тертя, дії високих температур, кислот і лугів при нормальних умовах експлуатації, називаються природними. Аварійні зношування виникають через грубі порушення правил технічного обслуговування й експлуатації.

## Види зношування
Виділяють п'ять основних видів зношування і пошкодження деталей обладнання:
* 1. Механічне зношування, яке проявляється в результаті взаємодії пар тертя. В залежності від природи пар тертя і умов їх взаємодії розрізняють зношування (витирання) пар тертя при коченні чи ковзанні і абразивне зношування. За характером змащування розрізняють рідинне тертя (тіла тертя розділені шаром змащування); тертя при неповному чи недосконалому змащуванні (напіврідинне, напівсухе, граничне тертя); сухе тертя. Найменше зношування має місце при рідинному терті. В умовах сухого чи граничного тертя можливе схоплювання вузлів тертя, яке зумовлюється дією молекулярних сил. Тому для забезпечення максимальної зносостійкості необхідно вибирати оптимальну шорсткість поверхні, при якій коефіцієнт тертя буде найменшим. При абразивному зношуванні внаслідок дряпаючої і різальної дії твердих абразивних частинок (наприклад, піску) деталі машин інтенсивно зношуються. У роботі кожної пари тертя виділяють три періоди: припрацювання, природного зношування, аварійного зношування. Протягом першого періоду відбувається інтенсивне згладжування нерівностей спряжених поверхонь до настання стабільної шорсткості та постійної площі контакту. Період природного зношування характеризується приблизно постійною швидкістю зношування. Третій період характеризується швидким зростанням зношування, бо збільшення зазору в спряженні призводить до ударів між деталями, що викликає підвищені пластичні деформації металу. Тому цей період зношування називається аварійним, а зношування має назву граничного.
* 2. Деформації і поломки, які супроводжуються зміною форми і розмірів деталі. Вони виникають при над-мірному збільшенні напруг у матеріалі деталі, що перевищує границю текучості чи границю міцності.
*3. Ерозійно-кавітаційне пошкодження — яке виникає під дією на метал потоків рідини чи газу. Ерозія (роз'їдання, руйнування) має місце при великих швидкостях потоку і наявності в ньому механічних домішок (наприклад, піщинок). Кавітація — це утворення порожнин у рухомій рідині, бульбашок пари, коли тиск рідини знижується нижче тиску насиченої пари. Ці бульбашки, зникаючи з великою швидкістю в зоні підвищеного тиску, викликають гідравлічні удари до поверхні металу та його руйнування. Інтенсивність руйнування дуже зменшується з підвищенням твердості поверхні.
* 4. Корозійне пошкодження — це результат процесу руйнування металу внаслідок хімічної і електрохімічної дії навколишнього середовища (корозія атмосферна, газова, електролітична).
* 5. Корозійно-механічне пошкодження — що виникає під впливом корозії та механічних чинників (напруги, деформацій, тертя та ін.). Для підвищення довговічності деталей, які працюють в умовах корозійної втоми (процес руйнування металів при одночасній дії корозійного середовища і циклічних напруг), необхідно ретельно ізолювати робочу поверхню від корозійного середовища та зменшувати величину і циклічність напруги, що виникає у поверхневих шарах металу. Зрозуміло, що зношування можна зменшити, але усунути його повністю не вдається. Необхідність ремонту виникає при значному зносі обладнання, коли нормальна роботопридатність обладнання не може бути відновлена в процесі експлуатації.

## Ремонт свердловин і обладнання
Ремонт — це виправлення пошкоджень — усунення дефектів і поломок, лагодження вузлів. Ремонт частково усуває фізичний знос і відновлює роботопридатність обладнання. Але з часом він переходить у таку міру, коли подальший ремонт стає економічно недоцільним, бо зношування відбувається настільки інтенсивно, що витрати на ремонт стають рівними або більшими від вартості нового обладнання, тобто деталь, вузол чи обладнання досягнули граничного зносу. Тоді їх необхідно негайно вивести із експлуатації і замінити новими чи відновленими. У ремонтній практиці виділяють також допустимий знос, при якому деталь в процесі ремонту може бути залишена в обладнанні, якщо її граничний знос не настане раніше наступного ремонту. Не слід доводити обладнання до граничного (аварійного) зносу, його необхідно вивести із експлуатації до того, поки знос стане аварійним. Якщо деталь працювала в умовах аварійного зношування, то до неї відноситься вибраковувальний знос, який визначає повну непридатність деталі до роботи і до відновлення. Щоб не доводити обладнання до аварійного зношування, необхідно ретельно виконувати графіки технічного обслуговування і ремонтів та вести облік роботи обладнання. Період з початку вводу обладнання в експлуатацію до його списання називають терміном служби.